# Syllimnophora steini
Syllimnophora steini är en tvåvingeart som beskrevs av Carvalho och Adrian C. Pont 1993. Syllimnophora steini ingår i släktet Syllimnophora och familjen husflugor. Inga underarter finns listade i Catalogue of Life.